# Chiloepalpus aureus
Chiloepalpus aureus là một loài ruồi trong họ Tachinidae.